# 伊達宗充
伊達 宗充（だて むねみつ）は、江戸時代後期の陸奥仙台藩一門第五席・登米伊達家第11代当主。仙台藩第12代藩主伊達斉邦の実父。

## 生涯
天明7年（1787年）、登米伊達家第9代当主・伊達村良の四男として生まれる。幼名は秀之助。
享和3年（1803年）11月、兄・村幸の死去により家督相続し登米邑主となる。村幸より1字取って名を幸充（ゆきみつ）とする。のちに仙台藩主・伊達周宗より偏諱を賜い宗充に改名。
民生に心を配り、小島、赤生津村で開墾事業や、北上川、迫川の堤防の修築を行う。
文化9年（1812年）9月、藩主・斉宗（周宗弟）帰国許可の謝使として江戸に出府する。
文政10年（1827年）1月25日、長男幸五郎（斉邦）が藩主・斉義の婿養子となる。
天保14年（1843年）6月11日、死去。享年57。